# دير عامص
دير عامص هي بلدة لبنانية جنوبية تقع في قضاء صور في محافظة الجنوب.

## جغرافيتها
تقع دير عامص في قضاء صور يحدها من الشمال بلدة قانا ومن الجنوب بلدة كفرا ومن الشرق بلدة مزرعة مشرف ومن الغرب بلدة رشكنانيه.
تتالف البلدة من عدة احياء وهي: حي الظهر – حي الدبشة – حارة التحتا – حارة البيدر – حي الدار – حي الجامع – حي الملول – حي الحمى ومرج الصفرا.

## أهميتها
كانت في الثلاثينيات والاربعينيات معبرا حيويا من وإلى فلسطين عبر وادي عاشور ومرج الصفرا.
فيها مقام «النبي خضر» واسم مسجدها على اسم النبي خضر

## السكان
عدد السكان حوالي 3000 نسمة ومن ابنائها العديد من المهاجرين خارج لبنان ومن اكبر عائلاتها (عبود، دبوق، بزون).
العديد من ابنائها مهاجرون الى دول في أميركا وأوروبا والخليج وأفريقيا وبعضهم يحمل جنسيات هذه الدول. ويعمل ابناء البلدة في الزراعة الخدمات بشكل اساسي بالاضافة الى مهن وحرف أخرى.

## تسميتها
سريانيه الاصل فكلمة عامص سريانيه AMUSA أي الخفي أو الغامض أو المنزوي وكلمة دير تعود إلى راهب سرياني قد لجا إليها واختبا فيها وبنى ديرا فسميت DEIR AMUSA أي الدير المنزوي أو الخفي.
- ترتفع عن سطح البحر 450 م وتبعد عن مدينة صور 20 كلم وعن مدينة [صيدا] 58 كلم وعن مدينة [بيروت] 98 كلم.
- يبلغ عدد سكانها 3000 نسمة يعتمد فيها نسبة كبيرة في معيشتها على [الزراعة] و[الهجرة] والوظيفة فيها نسبة كبيرة من موظفي [الدولة]

ضباط وعسكريين وموظفي مياه وكهرباء) ومنهم أيضا اطباء وصيادلة ومهندسين ومعلمين.
- أهم مزروعاتها زراعة التبغ والزيتون والخضار البعلية.
- عدد المنازل حوالي 450 منزل فيها القديم والمتوسط والعصري.
- ابرز سكانها علي كامل عبود .